# 立増寺
立増寺（りつぞうじ）は、東京都葛飾区にある日蓮宗の寺院。

## 歴史
永正年間（1504年-1521年）、日位によって開山されたといわれている。一方、開基は宗祖日蓮の檀越だった松野六郎左衛門で、1293年（永仁元年）の創建ともいわれている。これらの創建に関する詳細な事情は不明である
江戸時代、寺宝として唐の朝栄作の「赤梅檀釈迦像」や日法作の「日蓮聖人像」があったが、現在は行方不明となっている。
現在の本堂は、1968年（昭和43年）に新築したものである。

## 交通アクセス
- 亀有駅より徒歩13分（経路案内）。